# Бразильские приключения
«Бразильские приключения» (порт. Brasil Animado) — бразильский мультфильм, режиссёра Марианы Кальтабиано и распространяемый студией Imagem Filmes. Премьера прошла 21 января 2011 года в Бразилии.
Это первый бразильский анимационный фильм с 3D технологией.

## Сюжет
Мультфильм рассказывает о двух собаках путешествующих по штатам Бразилии.

## Роли озвучили
- Эдуардо Жардим — Релакс / Стресс
- Фернанду Мейреллиш
- Дайан душ Сантос
- Ариэль Воллингер
- Мариана Кальтабиано

## Критика
На Omelete поставила мультфильму 2 балла из 5. На сайте-агрегаторе Adorocinema фильм имеет рейтинг только 3 из 5.

## Награды и номинации
| Награда                            | Год  | Получатели и номинанты    | Категория      | Результат | Ист.  |
| ---------------------------------- | ---- | ------------------------- | -------------- | --------- | ----- |
| Grande Prêmio do Cinema Brasileiro | 2012 | «Бразильские приключения» | Menção Honrosa | Победа    | [ 7 ] |